# Inès Rabadán
Inès Rabadán est une scénariste et réalisatrice belge d'origine espagnole.

## Biographie
Après un Master en Philosophie & Lettres à l’Université libre de Bruxelles et un Master en réalisation à l’IAD, Inès Rabadán écrit et réalise son premier court métrage de fiction, Vacance, avec dans les rôles principaux Senne Rouffaer et Brigitte Dedry, qui remporte le Grand Prix au festival de Namur.
Elle écrit et réalise ensuite Surveiller les tortues, un court métrage dans lequel elle dirige le chanteur Arno, qui est sélectionné dans une centaine de festivals internationaux, et primé à Clermont-Ferrand, Chicago, Grenoble, Vendôme, Brest et Huy. Surveiller les tortues est aussi choisi pour le programme du Bac français, qui l’analyse dans « transmettre le cinéma ». Chroniqué dans le magazine Bref, le film est inclus dans une édition vidéo.
Son court-métrage suivant, Maintenant, qui met en scène Nathalie Richard et Jean-Luc Couchard, est sélectionné dans une quarantaine de festivals internationaux. Il est primé à Bruxelles, Aix en Provence, Namur et Vendôme, et acheté par Canal+ France, Arte et la RTBf. Il a été choisi par le Centre Val de Loire pour le programme du bac cinéma et par d'autres lieux de transmission du cinéma comme Passeurs d'images.
Tout en poursuivant son travail de réalisation de formes courtes et expérimentales (Le jour du soleil, lettre vidéo ; Si j’avais dix doigts, film poème pour Canal+ ; ICU et Everymorning, clips pour le groupe d’indie rock Moxie) et documentaire (L’Atelier), I.Rabadan écrit puis tourne un long métrage de fiction, Belhorizon, sélectionné dans les festivals de Montréal, Namur, Créteil, Buenos Aires, Santiago de Chile, Santo Domingo, Mannheim et Vancouver, et diffusé par Canal+France, la TSR et la RTBf. Le film, qualifié de «fable bucolique mais cruelle et de conte de fées cinglant» (cineuropa), de «premier long métrage exceptionnel» (The Bulletin), d’ «oasis d’étrangeté» (Le Canard Enchainé), un film qui «séduit et intrigue» (Le Temps), ou une «fable sociale caustique» (Télémoustique), sort en salles en Belgique, en France et en Suisse.
Après avoir consacré du temps à l'enseignement et à l'écriture (entre autres de deux séries dont l'écriture est financée par la RTBf), Inès Rabadán revient au cinéma avec un documentaire expérimental qu’elle écrit, réalise, produit et « performe » : Karaoké domestique. Chroniquant le film à la RTBf (radio belge francophone) Paul Hermant en dit : «On assiste là tout autant à une déconstruction à la fois joyeuse, complexe et acide des rapports de classe entre maîtresses de maison et femmes de ménage qu’à une descente vertigineuse dans ce que peut bien être un documentaire. C’est un vrai tour de force (...) et l’on se dit que les " vraies images " en auraient peut-être dit moins, ou autrement».
La première de Karaoké domestique a lieu à Bruxelles, à Bozar, et la première internationale à DOK Leipzig où Ralph Eue souligne «the actor-director’s magnificent appropriation of their respective personalities through lip-synching and miming». Il est ensuite montré dans une quarantaine de festivals dont Filmer à tout prix (Mention), Les Inattendus à Lyon, le FIPA, Les Etats généraux du documentaire de Lussas, ou Doc en Courts où il reçoit le grand prix. Karaoké domestique est lauréat d’une étoile de la Scam*. Il a été montré au Centre Pompidou à Paris, et sélectionné par le Forum des Images (Images en Bibliothèques). Il a fait l’objet d’un coup de cœur de  la plateforme documentaire Tenk,, et d’un focus par l’émission Captures d’écran de Dorothée Barba sur France Inter. Chroniqué dans la revue Karoo, le film est analysé par Paola Stévenne dans un article qu'elle lui consacre dans La Revue Nouvelle.
Depuis 2011, Inès Rabadán est membre de la commission de sélection des films du Centre du Cinéma et de la Fédération Wallonie-Bruxelles. Elle a été, de 2015 à 2018, la première femme à présider le comité belge de la SACD.
Elle est professeure de cinéma et de narration à l’ERG,école de recherche graphique à Bruxelles depuis 2015 et à l'INSAS depuis 2021. Elle accompagne également à l'écriture des projets de cinéma et fait de la photographie.

## Filmographie

### Courts métrages
- 1996 : Vacance
- 1999 : Surveiller les tortues
- 2000 : Le jour du soleil
- 2001 : Si j'avais dix doigts
- 2002 : Maintenant
- ? : Quand tu n'es pas là

### Longs métrages
- 2005 : Belhorizon
- (en cours : Les Fluides : long métrage de fiction)[17]

### Documentaires
- 2000 : L'Atelier
- 2014 : Karaoké domestique
- (en cours : Wandering Spirits, co-réalisé avec Lionel Lesire)
- (en cours : Les Vivants)
- (en cours : Les Fluides)

## Prix
- Prix de la Jeunesse, Festival de Clermont-Ferrand
- Prix Silver Hugo, Festival de Chicago
- Prix de la presse, Festival de Grenoble
- Prix de la mise en scène, Festival de Vendôme
- Grand prix, festival Media 10/10, Namur
- Prix Arte, Festival de Brest
- Palme d'argent, festival de Huy
- Grand prix, Festival du Film indépendant de Bruxelles
- Prix du Jury, Festival Tous courts, Aix en Provence
- Prix du meilleur scénario, Media 10/10 Namur
- Grand prix, Festival de Vendôme
- Prix Doc en courts, Lyon
- Étoile de la Scam